# Personaggi di Lupo Alberto
Di seguito viene proposto l'elenco dei personaggi principali che compaiono nella serie a fumetti di Lupo Alberto:

## Abitanti della fattoria McKenzie

Alcuni personaggi della fattoria Mckenzie nella serie animata (Alcide, Alfredo e Glicerina)

La Fattoria McKenzie è il luogo in cui si svolgono le avventure dei personaggi della saga di Lupo Alberto. È una tipica fattoria anglosassone situata nella "Valle delle Fattorie", in una non meglio precisata contea. È abitata da vari animali, fra cui il cane Mosè, che ne è anche il guardiano e intendente, e i coniugi La Talpa, Enrico e Cesira. Ospite non desiderato della fattoria è spesso il lupo Alberto, che tenta ripetutamente di raggiungere la sua amata gallina Marta aggirando i controlli di Mosè. Nella fattoria si vedono, oltre alle case in cui abitano gli animali, un fienile, un mulino, un capanno per gli attrezzi, i campi coltivati. In alcune storie compaiono anche alcuni edifici che non si ripresentano in seguito, come la serra, l'infermeria, l'ambulatorio del dottore, la dispensa, lo spaccio, ecc. La fattoria McKenzie è poco distante dalla strada (chiamata la "fondovalle") che conduce nella vicina città. Attorno alla fattoria si trova il bosco in cui vive Alberto. Poco distante sorgono le fattorie McKenna e McGoofey eterne rivali dei McKenzie. Ogni abitante nella fattoria ha il suo ruolo: Mosè è l'intendente e il guardiano, Lodovico si occupa dell'aratura e della semina, Osvaldo trasporta le merci, Alfredo si occupa della raccolta, Alcide della concimaia e del deposito, Omar dello spaccio, Arturo dà la sveglia, il medico dirige l'infermeria. Non tutti quelli che abitano nella fattoria vi lavorano: Marta e Alice non svolgono lavori agricoli, come la signora de Lattis, o la famiglia Pigs.
- Marta è una gallina antropomorfa, fidanzata con Lupo Alberto, che vive da casalinga con i genitori nella Fattoria McKenzie aspettando ogni sera che Alberto la venga a prendere, ma viene spesso delusa dall'intervento di Mosè, il cane che fa la guardia alla fattoria. Marta è una convinta femminista, una brava cuoca e consigliera. Odia Mosè perché s'intromette tra lei e Alberto ma d'altronde deve esserci qualcuno che fa la guardia alla fattoria. Desidera da anni convolare a nozze con Lupo Alberto, ma resta puntualmente delusa. La sua migliore amica è Alice ed è in buoni rapporti anche con la signora Cesira La Talpa nonostante ogni tanto ne critichi i difetti. È amica di Silvietta la passera scopaiola. Nella prima stagione della serie animata di Lupo Alberto Marta è stata doppiata da Lella Costa, nella seconda stagione da Beatrice Margiotti.
- Mosè  è il cane da guardia, di razza bobtail (ma scambiato da tutti i componenti della fattoria per un orso), custode della Fattoria McKenzie. È l'antagonista di Alberto poiché non approva la sua presenza nella fattoria in qualità di lupo e quindi predatore di galline. Nonostante sia cosciente del fatto che la presenza di Alberto sia pacifica e del suo amore per la gallina Marta, il suo istinto di cane da guardia lo spinge a tentare di cacciarlo dalla fattoria in tutti i modi, spesso facendo la guardia di notte addormentandosi col fucile (poi sostituito da una mazza da baseball) tra le braccia. Col passare del tempo il rapporto tra Mosè e Alberto si è particolarmente "addolcito" rispetto alle prime strisce, dove Mosè sparava ad Alberto "a vista" e quindi il dialogo tra i due era pressoché inesistente. Ora invece non è raro leggere storie in cui i due, seppur sollecitati a diventare amici dalla stessa Marta, collaborano per il bene della fattoria restando comunque in una sorta di rapporto odio-amicizia.
- La madre di Marta (nome ignoto). È rappresentata come la classica campagnola, grande e grossa con grembiule e foulard annodato in testa. Stressa Marta perché si sposi e le dia finalmente dei nipotini (nei suoi sogni, uno diventerà medico e l'altro conseguirà una vincita milionaria al superenalotto), magari addirittura cambiando fidanzato. Ha degli atteggiamenti oscillanti nei confronti di Alberto, ma soprattutto indifferenza ed antipatia, in quanto lo considera l'ostacolo principale tra sua figlia ed il matrimonio.
- Il padre di Marta (nome ignoto). Compare rarissimamente. Gli unici avvistamenti accertati sono in due casi: agli "inizi" delle strisce di Lupo Alberto quando striglia Alberto per spingerlo a sposare la figlia ("lei capirà che io, essendone il padre, sia direttamente interessato al futuro della ragazza...") e un secondo quando per un malinteso, Alberto crede che Marta sia incinta. La fugacità delle apparizioni del padre di Marta sono propedeutiche per concentrare le strisce sulla relazione conflittuale tra Marta e la madre, tipiche delle relazioni madre-figlia e le relative opposizioni generazionali.
- Alcide il maiale, è il più colto (insieme a Odoardo) e sensibile della fattoria, ama le letture impegnate e compone poesie. Tenta di continuo di acculturare Glicerina, sua antitesi in quanto stupido e materialista, su argomenti che spaziano dall'astronomia alla storia o anche solo semplicemente insegnandogli le regole dei più disparati giochi enigmistici e di società. Purtroppo per lui, vista l'ottusità dell'amico, tutto si rivela sempre una battaglia persa in partenza. È un maiale antropomorfo colto e raffinato, di animo gentile e sensibille con problemi a relazionarsi col sesso femminile. Vive all'interno della fattoria e prende parte a tutti ai lavori che di continuo si rendono necessari. La prima apparizione risale alla striscia nº24 e nella striscia nº34 per la prima volta insieme a Glicerina del quale è spesso vittima di scherzi nonostante gli sia superiore intellettualmente. Diversamente da altri personaggi della serie il suo aspetto fisico rimane circa uguale nel corso degli anni[1]. Nella prima stagione della serie animata di Lupo Alberto la voce di Alcide è stato doppiato da Flavio Arras[2], nella seconda stagione invece da Mario Bombardieri.
- Joseph il papero, detto Glicerina, è il personaggio più sciocco e tontolone, ma simpatico. Afferma di avere uno zio che lavora nei cartoni animati in America. È spesso vittima di truffe e raggiri, frequentemente ad opera di Enrico. In una storia si rivelano i trascorsi di Glicerina: secondo nato di due fratelli gemelli, viene chiamato Glicerina per "fare coppia" col nome del primo nato, chiamato "Anitro", generando così il gioco di parole Anitro-Glicerina. I due fratelli fin da piccoli sviluppano un fortissimo senso di competizione che li spinge ad eccellere in ogni campo del sapere, ma poiché il conflitto rischia di distruggerli, vengono separati dopo le elementari. L'assenza di Anitro blocca il senso di competizione di Glicerina, che da Super Genio precipita in uno stato di sub-normale mentale, diventando lo "scemo del villaggio". Raffigurato con le sembianze di un germano reale, è stato uno dei primi personaggi a comparire sulle strisce del fumetto. Il vero nome, Joseph, veniva citato solo nei primi numeri del giornalino e comunque abbastanza di rado. Glicerina è estremamente simpatico e buono, ma è il personaggio più sciocco e tontolone dell'intera fattoria, rappresentante di una demenza sconfinata. Moltissime gag derivano proprio dalla sua idiozia in svariate situazioni. Comuni infatti sono le vicende in cui Mosè tenta inutilmente di spiegare a Glicerina degli elementari accorgimenti per svolgere il lavoro in maniera migliore, come dipingere la staccionata o qual è la differenza tra una zappa e un rastrello, o l'amico Alcide che cerca di erudirlo in svariati campi del sapere, senza ricavarne ovviamente nulla. Grande amico di Alcide e Alfredo, non va molto d'accordo con Mosè ed è piuttosto taciturno. Nella prima stagione della serie animata di Lupo Alberto la voce di Glicerina è stato doppiato da Luca Bottale, nella seconda stagione invece da Mino Caprio.
- Alfredo è il tacchino eclettico. Storico personaggio di "contorno", riveste occasionalmente il ruolo di protagonista in una storia del 2008 a lui dedicata - "Morto di fama" -, nella quale, deciso a diventare un personaggio pubblico, dapprima compare in televisione come partecipante a quiz televisivi, ma poi, fallendo i provini, si accontenta di essere parte del pubblico. Dopo comiche vicissitudini, si riduce a diventare un "disturbatore" delle dirette televisive sullo stile di Gabriele Paolini e infine arrestato e ricondotto alla Fattoria. Ormai preda dell'ossessione della fama, traccia il suo nome nel campo di grano nella speranza di essere fotografato dal satellite meteorologico, e solo la pazienza degli altri membri della fattoria ed un lungo periodo di riposo lo faranno uscire dall'esaurimento nervoso, recuperandolo alla normalità. La storia è una critica alla società televisiva, in cui compaiono spesso sullo schermo personaggi senza alcun merito o pregio particolare, esattamente come Alfredo. È un tacchino, alto e magro, considerato un tipo eclettico che si proclama esperto di strane specialità quali la rabdomanzia. Insieme a Glicerina ha fatto parte della "spedizione" per recuperare Alberto quando si perse sulle coste del Libano incontrando la bella Alianorah. È solito sparire in prossimità delle feste di Natale, in quanto teme di finire cucinato per pranzo su qualche tavola (Enrico La Talpa ha sempre desiderato di vederlo servito). È un personaggio secondario, perlopiù viene rappresentato in compagnia di Glicerina e Alcide, ed è raramente presente nelle storie del fumetto con un ruolo importante. Nella Prima stagione della serie animata di Lupo Alberto la voce di Alfredo è stato doppiato da Alberto Olivero, nella seconda stagione invece da Manfredi Aliquò.
- Alice è una gallina, migliore amica di Marta, sempre alla prese con problemi d'amore e di linea. Femminista vecchio stampo, ce l'ha con gli uomini, forse perché non riesce ad averne uno per sé. Ha avuto numerose e fugaci relazioni, di cui spesso sono riportati solo i disastrosi esiti, con una serie di improbabili fidanzati, tra cui Grufo, un maiale motociclista teppista che la scarrozzava con la moto solo perché Alice assicurava stabilità al mezzo durante le curve; oppure Felice, un educato e dolce volpino, che la adorava ma che lei ha rifiutato perché "non l'acchiappava". Alice ha la particolarità di andare in "fregola sessuale" ogni primavera e per questo insidia oscenamente tutti i maschi (Odoardo, Mosè, Alberto, Enrico, il dottore, etc.) che le capitano a tiro senza mai riuscire a "concludere". Ha avuto un fidanzato, Lupo Roberto: la relazione è naufragata perché lei voleva sposarsi ma Roberto no. Molto combattiva, è continuamente depressa per via della sua ciccia in eccesso, e, di conseguenza, per la mancanza di un compagno che le stia accanto. Nelle storie del fumetto delle quali è la protagonista, Alice è impegnata con qualche improbabile dieta che promette miracoli ma che finisce regolarmente per fallire, o, più frequentemente è coinvolta in un'avventura amorosa con un tipo che finisce a breve e molto male: a volte Alice si rivela "sfruttata" o ingannata dal tipo in questione per vari motivi, in qualche caso è addirittura lei a troncare le relazioni. Alla fine, la consueta conclusione è Alice che si fa consolare dall'amica Marta (spesso con una bella torta o qualche altra leccornia). Nella seconda stagione della serie animata di Lupo Alberto la voce di Alice è stata doppiata da Giorgina Pazi.
- Lodovico il cavallo, sogna di vincere il derby di trotto. Quando si allenava, nelle primissime strisce, aveva la particolarità di correre non su quattro zampe, ma su due, come se fosse un uomo. È il cavallo della fattoria, rappresentato con un fisico poco "atletico", molto alto e magro, decisamente poco adatto a un cavallo da corsa, sebbene il suo sogno sia proprio quello di vincere il derby di trotto della Contea. Nelle prime tavole, Lodovico appariva come un cavallo vanitoso (amava mettersi i bigodini sulla coda) che odiava Krug e si riprometteva continuamente di dargli una lezione (proposito mai realizzato). Aveva come "spalla" Arturo, personaggio a mano a mano scomparso dalle storie del Lupo. È diventato sempre più secondario. Ha degli attriti con Enrico e va d'accordo con Mosè. Nella prima stagione della serie animata di Lupo Alberto la voce di Lodovico è stato doppiato da Alberto Olivero.
- Krug il toro, enorme ed estremamente irascibile e violento, temuto da tutti, compreso Mosè, che non osa infliggergli rimproveri o punizioni, anche se alcune volte sa tenergli testa. Nelle prime strisce, Krug "parlava", in maniera anche fluente, successivamente è diventato sempre più "muto", ad eccezioni di muggiti e sbuffi di rabbia. È tipo di poche parole, e infatti nelle storie in cui compare si esprime di più con i "fatti". Nella versione a cartone animato è rappresentato come il classico bestione "tutto muscoli e niente cervello" che è in grado di parlare solo a livello elementare ma in un episodio Marta lo erudisce. In fattoria svolge i lavori più pesanti, ed è piuttosto odiato da Lodovico. Mosè ha degli attriti con lui perché non sempre Krug esegue gli ordini dell'intendente. Di conseguenza Mosè non usa la forza come con gli altri sottoposti. Ha avuto dei flirt con la signora de Lattis (mucca dei Mc Kenzie) ed ha un rapporto di ammirazione-odio per Enrico La Talpa. Nella prima stagione della serie animata di Lupo Alberto la voce di Krug è stato doppiato da Alberto Olivero, nella seconda stagione invece da Saverio Moriones.
- Omar il gallo, è attanagliato da terribili sensi di colpa perché col suo "chicchiricchi" mattutino, sveglia gli abitanti della fattoria. Da molto tempo non si vede più sulle strisce. Si tratta di un gallo della fattoria McKenzie ed è il gestore dello spaccio. Non va molto d'accordo con Alberto e Marta. È molto amico di Alfredo e di Mosè. Dirige lo spaccio e lo si vede anche compiere delle vere e proprie truffe ai danni degli ignari McKenzie, alzando i prezzi a tradimento o causando loro comunque dei problemi. Va molto d'accordo con Mosè con il quale si mette d'accordo nel causare questi problemi ai McKenzie. È probabile che abbia un ruolo importante nella fattoria e nelle sue assemblee. È tra i più volenterosi nel pestare Alberto e segnalarlo a Mosè. Non va d'accordo con Enrico La Talpa che lo ritiene non a torto un ladro e un furfante. Nella seconda stagione della serie animata di Lupo Alberto la voce di Omar è stato doppiato da Fabrizio Mazzotta.
- Arturo pennuto non meglio identificato (probabilmente un pollo), se ne stava appollaiato sullo steccato, facendo da "spalla" comica a Lodovico. Presente solo nelle primissime strisce, poi è sparito senza lasciare traccia.
- La famiglia Pigs (i gemellini, la sorella e la signora) sono dei maiali comparsi raramente e solo nel fumetto. La signora Pigs ama giocare a carte e va molto d'accordo con Marta, Alice e Cesira. La sorella invece accudisce i fratellini e intende divertirsi con Lupo Alberto, causandogli guai insieme ai piccoli gemellini.

## Esterni alla fattoria
- Lupo Alberto un lupo azzurro e protagonista della serie. Fidanzato di Marta, è spesso in contrasto con Mosè col quale ha un'enorme rivalità.
- Enrico La Talpa è un personaggio complesso e contraddittorio. Tra le sue debolezze, l'attrazione irresistibile e un po' patetica per la giovane passera Silvietta ignorando la moglie Cesira. Enrico è fermamente convinto che Alberto sia il suo amico Beppe, con cui lo ha scambiato fin dalle prime strisce. È sempre pieno di idee per raggirare gli ingenui abitanti della McKenzie e ottenere qualche guadagno, soprattutto in veste di "astrologo-cartomante" nella tavola dedicata.
- Sam Falco, investigatore privato. Fisicamente è identico ad Enrico La Talpa. Appare poco e senza la presenza degli altri membri della fattoria. Molto freddo e cinico, ha un rapporto conflittuale con la polizia metropolitana, è un forte bevitore di bourbon e vive nel suo ufficio. Ha aiutato qualche volta Alberto e Mosè quando si recano in città. In alcune storie appare il suo assistente Uotson (ovvio riferimento al dottor Watson di Sherlock Holmes), che è fisicamente identico ad Alberto e indossa un capello a tesa larga e una cravatta a righe.
- Cesira in "La Talpa" (non se ne conosce il cognome da nubile) è la moglie di Enrico. È fisicamente identica ad Enrico e la si distingue perché indossa perennemente un foulard in testa, legato sulla fronte (o vestita in modo diverso per le uscite mondane). Archetipo della pettegola popolana, è fondamentalmente una casalinga repressa di mezza età. Tendenzialmente "tonta", a volte ha dei risvolti da "furba" a seconda delle esigenze di copione, soprattutto quando si tratta di consigliare e/o consolare Marta nel suo rapporto (a volte conflittuale) con Alberto o quando deve ribattere alle battute del marito. Nella prima stagione della serie animata di Lupo Alberto la voce di Cesira è stata doppiata da Jasmine Laurenti, nella seconda stagione invece da Mariadele Cinquegrani. È una talpa di mezza età sposata con Enrico La Talpa, che ha perso ogni residuo di bellezza giovanile; si distingue dal marito esclusivamente per un fazzoletto che porta perennemente annodato sulla testa. È una casalinga un po' pettegola, ottima cuoca e dedita in maniera quasi ossessiva alle faccende domestiche. È vissuta in famiglia fino a quando in età giovanile conobbe, alla festa di compleanno del cugino, Enrico La Talpa, che poi divenne suo marito. La famiglia di Cesira si oppose fermamente al loro fidanzamento, ma i "suoi stupidi sentimentalismi" la convinsero a frequentare Enrico, nonostante l'odio che i parenti provavano per lui. Alla fine, decise di sposarsi in fretta e furia e si trovò fuori di casa. A causa della lontananza della famiglia, inizia subito a essere in contrasto con Enrico trovandosi intrappolata in un matrimonio felice ma complicato. In seguito ha ristabilito contatti con la sua famiglia, aggravando allo stesso tempo il suo rapporto col marito, il quale prova antipatia per l'invadente suocera. Sbraita continuamente contro il marito, accusandolo di essere un nullafacente, e lo accusa ripetutamente per tutti i suoi eccessi, come le nottate passate nel bar di Ermete a giocare, la sua ubriachezza molesta, i suoi tentativi di abbordaggio alla passera Silvietta o ad altre giovani femmine. Si confida spesso con le altre femmine della fattoria, anche se più giovani di lei, in particolare con Marta, che deve spesso consolarla per i comportamenti riprovevoli del marito. Tuttavia i due si amano moltissimo anche se a Enrico piace essere galante con altre donne. Al contrario del marito non è interessata alla tecnologia e ama l'opera lirica (la sua preferita è Rigoletto), inoltre si interessa di cucina e medicina.
- Odoardo è il cugino "di città" di Marta. È un gallinaccio saccentone e antipatico: brutto, dentatura storta e irregolare e pesanti occhiali da vista (e con un forte "debole" sentimentale per la cugina che in alcune occasioni tenta inutilmente di conquistare). Compare nelle strisce inizialmente perché si ritira in campagna per preparare un esame universitario, successivamente occuperà le strisce sempre più frequentemente fino a diventare un elemento stabile della fattoria. Odoardo è plurilaureato ed esperto un po' di tutto; per questo motivo si rende spesso antipatico all'intera fattoria (specialmente Mosè) e per la sua abitudine di appellare gli abitanti col termine "villico". La sua notevole cultura però in certe situazioni si rivela anche utile per gli altri animali. Nella fattoria va d'accordo solo con Alcide e Marta, poiché il maiale dei McKenzie è molto colto e intelligente (entrambi scrivono poesie). Fisicamente gracile, sfoga le sue velleità combattive in internet, dove sfida altri giocatori a battaglie virtuali a vari giochi e facendosi passare per un mercante d'armi per allettare una sua corrispondente patita di Lara Croft. Nella prima stagione della serie animata di Lupo Alberto la voce di Odoardo è stato doppiato da Alberto Olivero, nella seconda stagione invece da Riccardo Deodati.
- Clara è la nipote di città di Enrico e Cesira, apparsa in origine nella storia McKenzie Fashion Week. Si tratta del primo personaggio originale importante ad essere introdotto nella rubrica Tutto Un Altro Lupo. Clara è vegetariana e appassionata di moda, e si diverte a mettere becco nelle questioni che non la riguardano.
- il dottore è il medico della fattoria (nome ignoto). Oltre ad occuparsi della salute degli abitanti della fattoria, è colui che si occupa di "rappezzare" Alberto ed Enrico dopo che le loro avventure si concludono malamente. È un tacchino.
- Silvietta, la passera scopaiola (corretto nome ornitologico: Prunella modularis). È, in ordine di tempo, l'ultima figura che si aggrega al cast fisso della Fattoria. Adolescente studiosa modello, è ora cresciuta e frequenta la facoltà di medicina. Fa da spalla soprattutto a Marta, oppure è la vittima delle avance sentimental-sessuali di Enrico, che viene puntualmente stroncato con salaci commenti. Per un periodo è stata pubblicata una serie di storie intitolate "Le maialate di Enrico La Talpa": la serie inizia con Enrico che trova il libro "Cento modi per sedurre una ragazza" In conseguenza di ciò, Enrico prova di volta in volta un metodo diverso allo scopo di sedurre Silvietta, ricavandone solo brutte figure e ossa rotte. È una "passera scopaiola", nome che crea subito spiacevoli equivoci, specialmente con Enrico La Talpa, che la corteggia insistentemente ed escogita ogni stratagemma per conquistarla. Silvietta è una passerotta molto giovane, la si vede spesso far visita agli abitanti della fattoria con i libri di scuola sotto le ali, anche se in seguito è cresciuta e ora studia medicina all'università. Agli inizi, nelle sue prime comparse sulle tavole del Lupo, appariva anche molto ingenua, tanto da non rendersi conto delle libidinose "avances" di Enrico. In seguito appare come una ragazza decisamente più matura, che stronca sul nascere tutti i tentativi della talpa di adescarla. È molto carina e intelligente.
- Tiberio la cicogna: a cavallo del 2004-2005, questa cicogna (presentata da Enrico) disturbava Alberto e Marta affinché avessero un bebè e potesse così avere una consegna, poiché anche il settore della "consegna bebè" è in crisi. La coppia chiaramente rifiutava continuamente. Tiberio rappresentava l'archetipo del giovane che deve destreggiarsi tra lavori precari e contratti a progetto, che persevera nonostante i numerosi rifiuti. In un paio di tavole è passato al ramo "consegna pizze" ma viene licenziato perché non rispondeva all'immagine dell'azienda: nella pratica, i clienti scappavano appena vedevano una cicogna arrivare con un fagotto nel becco.
- Alianorah: è un'oca libanese dal becco piccolo e puntuto. Abita a Beirut con il padre pescatore in una capanna sulla spiaggia. Mentre Alberto si proteggeva dalla pioggia con un ombrello, il vento lo trascinò dalla fattoria fino alla casa di Alianorah, la quale passò molto tempo col lupo, il quale contraccambiava il suo amore. Più tardi, Glicerina e Alfredo, a bordo di una mongolfiera lo vennero a prendere. Nonostante il chiaro rifiuto di Alberto, questi fu riportato a casa. Dopo un periodo di riabilitazione, Alberto dimenticò Alianorah e tornò alle sue abitudini. Nella storia "Voglio ritornare giovane", Alberto ritorna alla capanna della ragazza, ma scopre che la partenza di Alberto l'aveva intristita così tanto che aveva affogato i suoi dispiaceri in datteri, venendo soprannominata "la chiatta dei mari", e tutti i suoi amici si erano ripromesso di riportargli Alberto cotto e su un piatto d'argento.
- Uccello: è un personaggio che è durato poche tavole (dalla 47 alla 58, per la precisione). Si tratta di un pulcino d'oca abbandonato dalla madre, migrata a sud per l'inverno. Alberto lo "adotta" aiutandolo ad imparare a volare (con risultati pessimi) poiché la stagione di caccia si sta avvicinando. La storia di Uccello finirà tragicamente, poiché, una volta riuscito a spiccare il volo per il suo viaggio verso sud, Mosè lo abbatterà a fucilate. Dopo la morte di Uccello, avvenuta a metà di una tavola, la restante parte è stata lasciata completamente vuota. La storia di Uccello verrà ripresentata in Cattivik: un topo di fogna viene adottato da Cattivik che gli insegna a nuotare, ma viene ucciso da un addetto della derattizzazione ed è l'unica volta dove si vede Cattivik piangere addolorato. Riguardo alla triste scelta di farlo morire, Silver disse: "Farlo migrare sarebbe stato scontato. Si cerca sempre di fare qualcosa di nuovo che scuota un po' il lettore e io in passato ero molto più provocatorio di quanto non lo sia adesso. Il fatto di far entrare la morte nel mio fumetto ha creato molte reazioni forti: sono stato persino minacciato, perché facessi rivivere il povero Uccello, ma per me l'importante era proprio far entrare nella narrazione anche la morte, un elemento sconvolgente, che però fa parte della nostra vita. Insomma una provocazione, ma a fin di bene, per contrastare il perbenismo disneyano, da cui ero profondamente infastidito. La morte di questo passerotto è stata quasi un atto di ribellione a quegli stupidi stereotipi, anche se più vicina a un atto di cinismo, perché premeditata”. Il tragico evento verrà poi riproposto nella tavola 217 del 1986, quando Marta spiega ad Alberto che Silvietta ha intenzione di insegnarle a volare. Le parole di Marta faranno rievocare il ricordo in Alberto. Quando lei domanda: "Beh, a cosa pensi?" al fidanzato in procinto di mettersi a piangere, Alberto ricorda le parole con cui Uccello aveva cercato di insegnargli a volare a sua volta: "Non è mica difficile, sai, vecchio? Sali su un ramo, protendi il corpo e poi dici: un, due, tre... vado!". Uccello appare nel terzultimo episodio della serie TV, doppiato da Ilaria Latini, il cui fato, a differenza del topo di Cattivik, non varia.
- Gideon e Jasper: un gatto e una volpe, coppia di improbabili ladri pasticcioni, compaiono in alcune storie dove tentano di compiere furti spesso ai danni degli abitanti della McKenzie, furti che si concludono in maniera disastrosa anche a causa dell'idiozia di Gideon. Sono una coppia di ladri formata da una volpe ed un gatto che compaiono in diverse storie per compiere dei furti presso la fattoria McKenzie. Tuttavia i loro piani falliscono sempre miseramente, spesso anche a causa dell'idiozia di Gideon. Appaiono anche in alcuni episodi della serie tv a cartone animato. Il duo è sicuramente tratto da Il gatto e la volpe di Pinocchio, senza contare che i loro nomi sono molto simili a quelli del film Disney (Gideon e John).
- Osvaldo è un coniglio. Piuttosto semplice e timido, al contrario della moglie, è appassionato di calcio e sport. Segue i figli anche al posto della moglie e sembra avere un buon rapporto con la prole. È ammirato da quasi tutta la fattoria che lo stima per la grande pazienza verso la moglie e per la sua tenacia nel cercare di farla rinsavire. L'unico a non sostenerlo è Enrico La Talpa, il quale ritiene possa fare molto più e lo addita come colpevole dell'esaurimento della moglie. Infatti in una striscia chiede aiuto a Enrico per sbarazzarsi della moglie.
- Moglie di Osvaldo il Coniglio, soffre di esaurimento nervoso e causa di ciò crea problemi all'intera fattoria. Odiata da tutta la fattoria, quella che la detesta di più è Cesira con la quale litiga sempre.
- Madame Dupont è personaggio dei fumetti, una gallina, della serie Lupo Alberto. Amica di Cesira La Talpa è di probabili origini francesi e di origine altolocata. Benestante ma non spendacciona, come la descrive Cesira, Madame Dupont viene costantemente nominata dalla signora La Talpa che prova una sorta di ammirazione per lei. Ne parla ogni tanto anche Marta la quale non la conosce però molto bene. La si vede raramente nelle vignette di Lupo Alberto e mai nel cartone: è uguale a Omar ma porta un fazzoletto in testa (come Cesira) e ha gli occhiali. Viene spesso imbrogliata dal gestore dello spaccio. Enrico la odia per la sua poca intelligenza e per la sua smodata boria.
- La signora de Lattis è una mucca molto giovane di cui Krug è innamorato. La si può vedere insieme al toro della fattoria o nelle sue foto. È una persona modesta e semplice e più intelligente del fidanzato.
- Scrooge McKenna: vicino di fattoria dei McKenzie, citato molte volte ma pare unicamente nelle storie "Controllo a Campione" e "La ballata dei McKenzie". È un vecchio cane avaro, caratteristica comune della sua fattoria. Si accontenta di vivere in compagnia senza sprecare soldi che vivere da solo da ricco. Mosè afferma che Scrooge è più nemico di Alberto.
- Michela: una barboncina che abita nella fattoria McKenna. Mosè ne è innamorato pazzo e anche lei rivela di ricambiare l'amore di Mosè. È quasi sempre in compagnia del suo miglior amico, un Pastore Tedesco. Come rivela Jasper, lei è l'unica dei McKenna che non è avara: conserva i suoi soldi da spendere il giorno che troverà il suo principe azzurro.

## Altri personaggi
- Cattivik: fratello fumettistico di Lupo Alberto, fa qualche apparizione nello sfondo. Alberto e Enrico lo incontrano una sola volta nelle storie. Approfittando della tarda notte, il criminale insegue il lupo e la talpa, i quali, spaventati dal suo aspetto, fuggono via prendendo al volo la metropolitana. Curiosamente, anche Cattivik, in particolar modo nel cartone, fa riferimento a Lupo Alberto: uno dei suoi colleghi si chiama Henry la Talpe, una versione francese di Enrico, e in un episodio i due, nel tentativo di sbucare nella Zecca della Città si ritrovano dentro una vignetta di Lupo Alberto. Nella storia "L'Ora D'aria di Cattivik", di Lorenzo La Neve e Roberto D'Agnano, il personaggio fa visita alla fattoria McKenzie in quello che è il primo effettivo crossover.
- Leg Chicken e Tacchinund: sono i pronipoti dei McKenzie e si ritrovano nello spazio alla ricerca di un nuovo pianeta dopo la distruzione della Terra a seguito dell'inquinamento e dei disastri naturali. Ogni tanto convocano Alberto sulla loro navetta per farsi aiutare da lui in qualche missione.